# ميتشيرو شيمادا
ميتشيرو شيمادا (باليابانية: 島田 満) (19 مايو 1959 - 15 ديسمبر 2017)، كاتبة سيناريو أنمي يابانية من طوكيو. تخرجت في جامعة واسيدا. قدمت أول سناريو لها في عام 1980.

## أعمالها
- دكتور سلومب (1981)
- نوار (1993)
- أنت رهن الاعتقال (1994)
- روروني كنشين (1996)
- دروب ريمي (1996)
- أنت رهن الاعتقال (1996)
- ون بيس (1999)
- همتارو (2000)
- أكاديمية أليس (2004)
- شوجو شارا (2007)
- ذات الشعر الأحمر (2009)
- أكاديمية الساحرة الصغيرة (2011)

## روابط خارجية
- ميتشيرو شيمادا على موقع IMDb (الإنجليزية)
- ميتشيرو شيمادا على موقع ميوزك برينز (الإنجليزية)
- ميتشيرو شيمادا على موقع قاعدة بيانات الفيلم (الإنجليزية)
- ميتشيرو شيمادا على موقع ANN person (الإنجليزية)